# أوكسي ميتازولين
أوكسي ميتازولين Oxymetazoline هو مضاد احتقان موضعي.

## الاستخدامات السريرية
يتوفر الأوكسي ميتازولين oxymetazoline كمضاد احتقان موضعي متاح دون وصفة "OTC" على شكل أوكسي ميتازولين هيدروكلوريد ضمن البخاخات أو القطورات الأنفية.
كما يستخدم الأوكسي ميتازولين في حالات الرعاف رعاف وفي حالات احمرار العين الناتجة عن تخريش ثانوي.

## آلية التأثير
يعتبر الأوكسي ميتازولين مركب مقلد (محاكٍ) للودي يرتبط بشكل غير الانتقائي بالمستقبلات الأدرنرجية ألفا1 وألفا2.
ولأن السرير الوعائي غني بالمستقبلات ألفا1، يكون تأثير الأوكسي ميتازولين على الأوعية مقبض وعائي. كما أنه يسبب تقبض وعائي لدى تطبيقه موضعياً بسبب تأثيره على المستقبلات ألفا2 خلف المشبكية الموجودة بالنسيج البطاني. وعلى العكس من ذلك، يسبب تطبيق ناهضات ألفا2 جهازياً توسع وعائي بسبب التثبيط المركزي للفعل الوديّ بوساطة المستقبلات ألفا2 ما قبل المشبك[4] ويؤدي التقبض الحاصل في الأوعية إلى تفريج أعراض الاحتقان الأنفي بطريقتين: - من خلال زيادة قطر اللمعة الهوائية - ومن خلال تقليل كمية السائل الناضح exudation من الشعيرات.

## التأثيرات الجانبية واعتبارات خاصة

### الاحتقان الارتدادي
ينصح بعدم استخدام الأوكسي ميتازولين لفترة تتجاوز الثلاثة أيام لأن استخدامه لفترة طويلة قد يسبّب حدوث احتقان أنف ارتدادي أو التهاب أنف دوائي(كيميائي) والمرضى الذين يستمرون في استخدام الأوكسي ميتازولين أكثر من اللازم معرضين للاعتماد على استخدام هذا الدواء بحيث لا تفرج أعراض احتقان الأنف المزمن إلا به.

### تأثير البنزالكونيوم كلوريد
يعتبر البنزالكونيوم كلوريد من المضافات الشائعة لبخاخات الأنف الحاوية على أوكسي ميتازولين. وقد بيّنت بعض الدراسات أنه قد يسبب أذى للظهارة الأنفية والتهاب أنف دوائي مستفحل. كما وجدت الأغلبية العظمى من الدراسات أن استخدام البنزالكونيوم كلوريدي آمن كعامل حافظ preservative.

### استخدامه أثناء الحمل
صنّف الأوكسي ميتازولين وفقاً للـ FDA ضمن المجموعة C مشيرة إلى خطورته المحتملة بالنسبة للجنين. وتبين أن تناول جرعة مفردة منه لا يؤثر بشكل ملحوظ على دوران الأم أو الجنين ولكن لم تدرس هذه الحالة بشكل مكثف.

### استخدامه أثناء الإرضاع
لا توجد دراسات كافية على النساء المرضعات لتحديد خطورة الأوكسي ميتازولين على الرضيع عند تناوله من قبل الأم فترة الإرضاع. لذلك يجب أن تحسب جيداً الفوائد المتوقعة من تناول هذا الدواء ومقارنتها مع الأخطار المحتملة قبل تناوله أثناء الإرضاع.

## الجرعة
كقطور أنفي (على ألا تزيد مدة العلاج عن 3- 5 أيام). للأطفال 2-5 سنوات: 2-3 نقط (محلول بتركيز 0.025%) مرتين يومياً في كل منخر.
للأطفال فوق عمر 6 سنوات + البالغين: قطر 2-3 نقط (محلول تركيز 0.5%) 2-3 مرات يومياً في كل منخر.
كقطور عيني (على ألا تزيد مدة العلاج عن 3-5 أيام).
للأطفال فوق عمر 6 سنوات + البالغين: قطر 1-2 نقطة في العين المصابة كل 6-12 ساعة.

## فرط الجرعة
تتبع الأساليب المعتادة لإزالة الدواء غير الممتص في حال بلعه من غير قصد. لا يوجد ترياق خاص للأوكسي ميتازولين ولكن يمكن عكس تأثيراته الدوائية المنبّهة للمستقبلات الأدرنرجية ألفا من خلال مادة مثل الفنتولامين. يتظاهر فرط الجرعة لدى الأطفال بتثبط عميق بالجهاز العصبي المركزي بسبب تفعيله لمستقبلات ألفا2 ومستقبلات الإيميدازولين كما في الكلونيدين.
كما يتظاهر فرط الجرعة بانخفاض الحرارة وبطء القلب والوهط الدوراني والسبات والتثبيط التنفسي.

## التداخلات الدوائية
تزداد سميته عند تناوله مع مثبطات مونو أمينو أوكسيداز.

## تحذيرات
قد يؤثر وجود مشاكل صحية أخرى على استخدام الأوكسي ميتازولين. فيجب أن يراجع المريض طبيبه في حال وجود أي من المشكلات الصحية التالية:
1. الإصابة الداء السكري النمط 2
2. وجود مرض قلبي أو شرياني كارتفاع الضغط الشرياني فقد يزيد استخدام الأوكسي ميتازولين الحالة سوءاً.
3. فرط نشاط الدرق.
4. الزرق ماء أزرق
5. الاحتباس البولي الناتج عن تضخم البروستات.
6. جفاف أغشية الأنف.

## المصدر
http://www.marefa.org/